# Топорово (Московская область)
Топорово — деревня в сельском поселении Клементьевское Можайского района Московской области. До реформы 2006 года относилась к Павлищевскому сельскому округу. На 2010 год, по данным Всероссийской переписи 2010 года, постоянного населения не зафиксировано.
Деревня расположена на северо-востоке района, примерно в 10 км к северо-западу от Можайска, на безымянном левом притоке реки Педня, высота над уровнем моря 192 м. Ближайшие населённые пункты — Збышки на северо-западе, Новосёлки на севере и Прудня на юге.